# Neresnica (Zvolen)
Neresnica je městská část Zvolena, v jižní části města, na rozhraní Zvolenské kotliny a Javoria, v údolí říčky Neresnica.
Leží na silnici I. třídy č. I/66 spolu s motorestem a benzínovým čerpadlem ve směru na Krupinu. Nachází se tu rekreační areál s koupalištěm a autokempingem. Osada je východiskem turistických chodníků do okolí.